# Rolf Kesselring
Pour les articles homonymes, voir Kesselring.
Rolf Kesselring, né le 26 octobre 1941 à Martigny en Suisse, et mort le 30 juillet 2022 est un éditeur, écrivain et journaliste vaudois, fondateur des éditions Kesselring.

## Biographie
D'origine thurgovienne (Suisse), Rolf Kesselring suit les cours de l'école normale puis bifurque vers les métiers du livre. 
Dans les années 1970, il démarre à Paris comme éditeur de bande dessinée pour adultes en fondant les éditions Kesselring et rejoint également la rédaction de Hara-Kiri hebdo. 
De retour en Suisse, il donne naissance aux librairies « La Marge », lieux cultes de la culture de la bande dessinée et de la littérature underground dans les années 1980.
Coauteur de plusieurs bandes dessinées, auteur de science-fiction et éditeur de la revue Alerte ! (1977-1980) et de celle nommée Le Cri qui tue (1978-1981). Rolf Kesselring écrit des nouvelles et des romans : Martiens d'avril (1969 réédité en 1988), La quatrième classe (1985), Putain d'amour (1986), Ça commence dans le ventre de sa mère (1987), La lettre à Mathieu (éd. Campiche, 1991). Piège (éd. Aire, 2004) ; Alchimie, un rêve d’éternité (éd. Favre, 2009).
En 1990, il reçoit un Hommage spécial Plans-Fixes de la Fondation vaudoise pour la promotion et la création artistique. Parti vivre dans le sud de la France un certain nombre d'années, Rolf Kesselring revient en 2006 vivre dans le Jura.

### Sources
- « Rolf Kesselring », sur la base de données des personnalités vaudoises sur la plateforme « Patrinum » de la Bibliothèque cantonale et universitaire de Lausanne.
- A.-L. Delacrétaz, D. Maggetti, Écrivaines et écrivains d'aujourd'hui, p. 204
- Histoire de la littérature en Suisse romande, sous la dir. de R. Francillon, vol. 4, p. 444
- A. Nicollier, H.-Ch. Dahlem, Dictionnaire des écrivains suisses d'expression française, p. 503-505
- 24 Heures, 2009/02/18, p. 40
- Vincent Gessler & Anthony Vallat, Dimension Suisse, p. 261
- Raphaël Ebinger, L’anarchie a perdu un éditeur éclairé en Rolf Kesselring, Tribune de Genève, 2 août 2022, lire en ligne.
- Marc-André Miseriez, Rolf Kesselring, les traits de plume d’un humaniste libertaire, Swissinfo, 11 août 2022, lire en ligne.